# George Davidson
George Davidson (Nottingham, 9 de mayo de 1825 - 2 de diciembre de 1911) fue un geógrafo, astrónomo e ingeniero británico.

## Biografía
Inglés de nacimiento, emigró en 1832 con su familia a Estados Unidos, estableciéndose en Filadelfia (Pensilvania). Inició su carrera en 1845 en la United States Coast Survey con Alexander Dallas Bache en Washington D. C.. En 1846 comenzó a trabajar en la zona estadounidense del Golfo de México, pero sus trabajos más importantes las realizó en la costa del Pacífico a partir de 1850. Publicó su obra Coast Pilot of California, Oregon and Washington en 1869.
Davidson desarrolló su actividad docente en la Universidad de California de 1870, hasta su fallecimiento en 1911.
En 1908 le fue concedida la Medalla Daly por la American Geographical Society.
El Monte submarino Davidson (en la costa californiana), el Monte Davidson (San Francisco), el Monte Davidson (Nevada), y el Glaciar Davidson (Alaska), llevan su nombre en su honor.